# Lucien Didier
Lucien Didier (nascido em 5 de agosto de 1950) é um ex-ciclista luxemburguês.
Lucien participou nos Jogos Olímpicos de Verão de 1972 e de 1976, ambos competindo na prova de estrada, sendo que nesta última edição, ele não conseguiu terminar a corrida. Lucien competiu em dez Grandes Voltas de 1978 e 1984. É o pai de Laurent, também ciclista olímpico.